# SponsorRing
De SponsorRing (voor het eerst uitgereikt in 2000) is een prijs die aan het eind van het jaar (in november) wordt toegekend en die bedoeld is als erkenning voor geslaagde sponsoring in Nederland. Het idee is een beetje afgekeken van de Gouden Televizier-Ring, de SponsorRing is echter een vakprijs net als de Effie en de Gouden Lamp (voor reclame en marketing). Het initiatief is genomen door de Vereniging van Communicatieadviesbureaus die ook de Effie organiseert, het Centrum voor Marketingcommunicatie, het Genootschap voor Reclame en het blad Sponsor Magazine. 

## Categorieën
Er zijn naast de oeuvreprijs - die als het belangrijkste wordt beschouwd - zeven verschillende categorieën waarin een ring wordt uitgereikt:
Cultuur en Entertainment;
Kunst;
Maatschappij;
Smart Budget;
Media;
Innovatie;
Sport.
Sinds 2007 wordt ook een prijs voor de Sponsor Personality uitgereikt.

## Winnaars
Winnaars van de oeuvre-prijs in de afgelopen jaren waren:
- 2000 - Amstel
- 2001 - Rabobank
- 2002 - Heineken
- 2003 - ABN AMRO
- 2004 - Philip Morris
- 2005 - Rabobank
- 2006 - Unilever
- 2014 - Robeco & TVM
- 2016 - Philips & Randstad NV

Winnaars van de Sponsor Personality SponsorRing zijn:
- 2007 - Frank Wijers
- 2008 - Jean-Paul Decossaux
- 2009 - Jan Driessen
- 2010 - Bob van Oosterhout
- 2011 - Matthias Scholten
- 2012 - Heleen Crielaard
- 2013 - Hendrikje Crebolder
- 2014 - Patrick Wouters van den Oudenweijer
- 2015 - Ad Maatjens
- 2016 - Hans Erik Tuijt